# Superprédateur

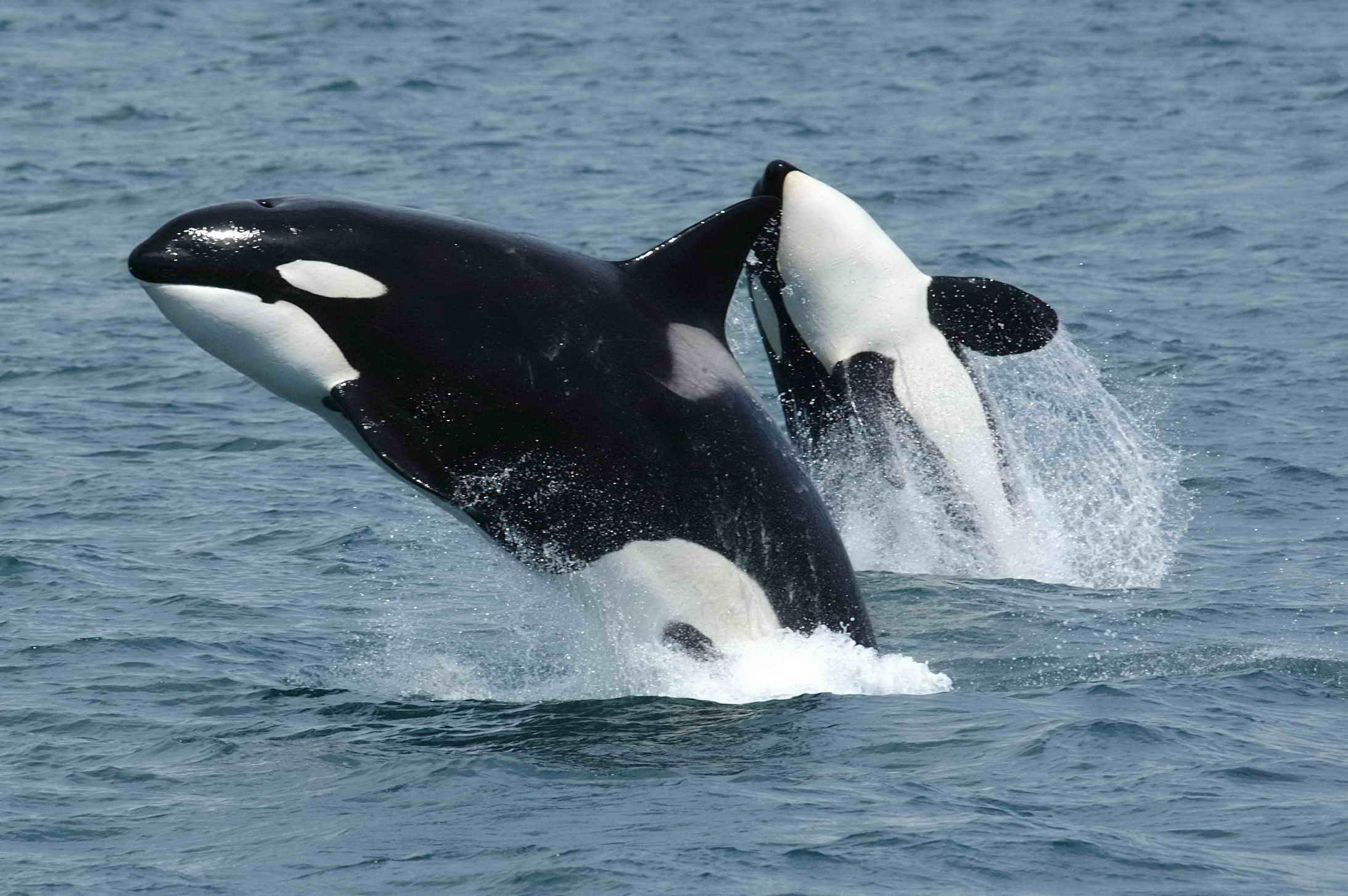
L'orque adulte en bonne santé n'est la proie d'aucune autre espèce animale et est le superprédateur dont l'aire de répartition est la plus importante.

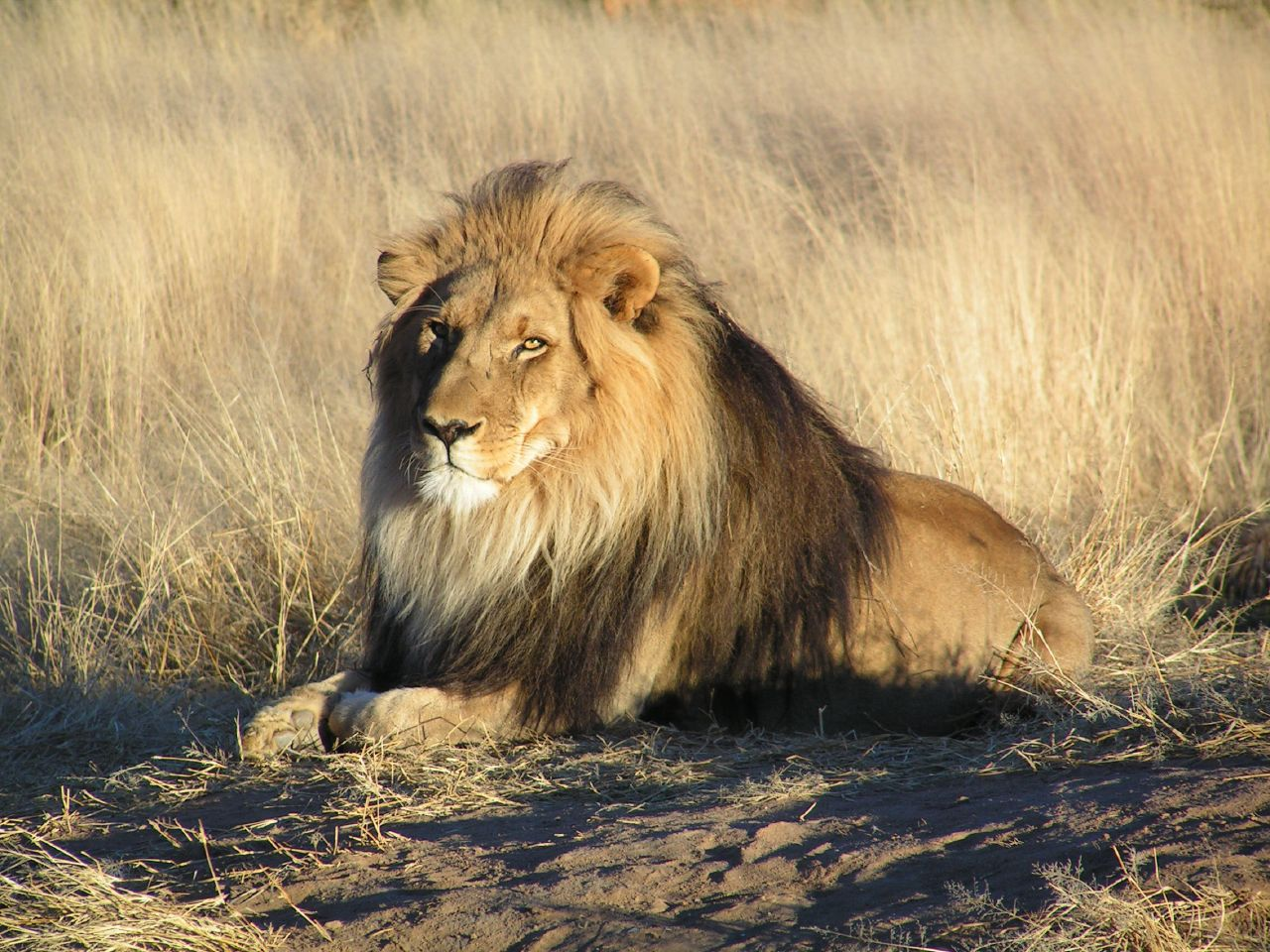
En superprédateur, le lion régule les espèces en s'attaquant en priorité aux plus faibles des troupeaux.

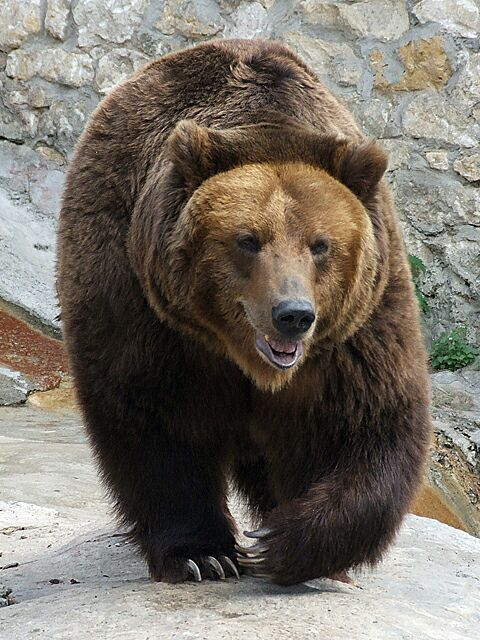
L'ours brun n'a plus de prédateur naturel mais ce n'est pas un grand chasseur, se nourrissant notamment de charognes et de baies.

Un superprédateur (également appelé apex prédateur, alpha prédateur) est un prédateur qui, une fois à l'âge adulte se trouve au sommet de la chaîne alimentaire et n'est alors la proie d'aucune autre espèce animale. Il est généralement caractérisé par une grande taille physique, une faible densité de population, un faible taux de reproduction, un vaste domaine vital et de larges mouvements dans ce territoire. L'Homme a longtemps semblé pouvoir être considéré comme le superprédateur ultime, et le seul à avoir la capacité d'éliminer les espèces qu'il consomme, y compris en mer via la surpêche. Cette affirmation est remise en cause par les recherches menées sur le niveau trophique des êtres vivants.
Cependant, le niveau trophique ne traduit pas la relation proie-prédateur telle qu'on l'imagine généralement lorsque l'on parle de la chaîne alimentaire, mais illustre plutôt les habitudes alimentaires de l'espèce. Ainsi, l'appartenance de l'homme au second niveau trophique ne signifie pas pour autant que l'espèce humaine ait de nombreux prédateurs, en réalité elle n'en a pas, mais seulement qu'elle s'alimente de beaucoup de végétaux.
Les superprédateurs existent chez les poissons, les oiseaux, les reptiles et les mammifères (terrestres ou marins). En régulant les populations et éliminant d'abord les animaux malades ou blessés, ils jouent un rôle majeur pour la conservation de la biodiversité à long terme,. Chez les grands animaux, ils ont souvent des caractéristiques physiques particulières, griffes acérées, mâchoires puissantes, et dentures adaptées à la prédation et au déchiquetage des proies.
En général, une espèce superprédatrice (spécialisée ou non) se trouve à l'extrémité d'une longue chaîne alimentaire où elle joue un rôle crucial dans la régulation des équilibres de l'écosystème. Plusieurs superprédateurs mammifères ont été éliminés par l'homme depuis la Préhistoire (ours des cavernes en Europe ou lion marsupial en Australie) et seuls quelques-uns semblent avoir disparu spontanément (smilodons). Aujourd’hui, les superprédateurs sont victimes de la surpêche, de la chasse et de la destruction et fragmentation de leurs habitats naturels, du trafic d'animaux mais aussi de la bioconcentration des nombreux polluants bioaccumulés par la chaîne alimentaire. Leur disparition contribue à la dégradation du réseau trophique. Leur protection est l'un des enjeux majeurs de la restauration, protection et gestion de la biodiversité.

## Définition
Cette définition d'un animal carnivore, piscivore ou omnivore qui, à l'état adulte et en temps normal, n'est la proie d'aucune autre espèce animale, est pour partie théorique car aucun animal n'est à l'abri de « prédation » par des bactéries ou des parasites. 
Mais ce concept a son utilité pour l’explicitation et l'évaluation des systèmes écologiques, ainsi qu'en termes de biologie de la conservation et de gestion restauratoire de la faune et des écopaysages, voire dans le domaine de l'éco-tourisme et les pays qui l'encouragent, pour lesquels l’observation douce des grands animaux, dont prédateurs et superprédateurs, est devenue une importante source de revenus. 
Dans ces contextes, la notion de superprédateur a été définie en termes de niveau trophique ; les niveaux trophiques étant les « strates hiérarchisées d'un réseau trophique (pyramide alimentaire) constitué par des organismes qui peuvent être classés comme situés à la même distance trophique (le nombre de lignes de brique de la pyramide, en quelque sorte) de la base constituée par les producteurs primaires. »
De manière simplifiée, on peut dire que les niveaux des consommateurs primaire, secondaire et tertiaire de la pyramide alimentaire sont eux-mêmes surmontés d’un niveau qui est celui des superprédateurs. 
Une étude de la chaîne alimentaire marine définit en tant que prédateurs les espèces situées au-dessus du quatrième niveau trophique. 
Les chaînes alimentaires sont généralement plus courtes sur terre qu’en mer, avec seulement trois grands niveaux trophiques. De grands prédateurs tels que le lynx, la hyène, le loup, ou l’anaconda occupent ce 3e niveau. 
Certains sont des carnivores exclusifs, d’autres comme l’ours consomment parfois peu de viande, ou se montrent volontiers nécrophages. Mais ils ne sont pas eux-mêmes des proies dans leur aire naturelle de répartition (sauf l’homme, qui bénéficie des artifices technologiques de la chasse).

## Rôle écologique etinteractions durables

### Régulation des populations
Les superprédateurs jouent au sein des écosystèmes un rôle fondamental en termes de dynamique des populations.
Ils contribuent à réguler, limiter et stabiliser, par des effets directs et indirects, les populations d'espèces-proies et de méso-prédateurs. Leur propre dynamique de population est directement influencée par celle des populations de leurs proies (boucle de rétroaction) et non par celle des autres prédateurs.
Des équilibres dynamiques s'installent naturellement au-delà d'un certain seuil de surface (ex : sur une île trop petite, une population de superprédateurs ne peut survivre, ce qui explique que la fragmentation écologique et plus particulièrement l'insularisation écologique est une des causes de leur régression ou disparition). Par exemple, quand dans un même environnement, deux espèces sont en concurrence dans une relation instable du point de vue écologique, les prédateurs ont tendance à créer la stabilité si la prédation s’exerce sur les deux espèces à la fois.
Les risques de prédation affectent indirectement les dynamiques des populations et l'utilisation de l'habitat par les proies en forçant les individus à investir dans un comportement anti-prédation, ce qui réduit l'investissement dans la reproduction et la recherche de nourriture. Ces interactions comportementales sont assez puissantes pour générer des cascades trophiques.
Ils jouent aussi un rôle sanitaire essentiel via la sélection naturelle, en éliminant en priorité les animaux plus faibles, malades, parasités, malformés et dans certains cas les cadavres.

### Relations entre prédateurs
Les relations inter-prédateurs sont également touchées par le statut de superprédateur. Par exemple un poisson prédateur (l’achigan à petite bouche, Micropterus dolomieu) introduit hors de son milieu dans un lac s’est montré capable d'y détrôner et supplanter l'omble du Canada, le prédateur qui « dominait » le réseau trophique du lac.
Une étude a montré que l'omble a changé de régime alimentaire pour se rabattre vers les invertébrés. Mais quand l’espèce introduite a été supprimée, l'omble a diversifié ses proies et a réoccupé sa niche écologique, à son ancien niveau trophique.

### Impact sur l'écosystème
Le superprédateur, via le contrôle des herbivores, a aussi des effets importants, indirects et étendus sur les caractéristiques et la structure de l'écosystème, y compris sur le paysage végétal, les incendies, le cycle des nutriments et la dynamique des épidémies. L’ampleur spatiotemporelle de ces impacts est encore discutée, mais des preuves d'un impact significatif ont pu être facilement collectées dans les cas où un prédateur était réintroduit après une longue période ou dans un milieu dont il était absent : l’introduction du renard arctique dans des îles subarctiques a par exemple suffi à rapidement transformer des paysages de prairies en toundra par le biais de la prédation d'oiseaux marins qui en régressant ont apporté moins de nutriments via leurs excréments sur l'île. « Les grands carnivores rendent les communautés d'arbres de la savane moins épineuse ».
Inversement les ours, en Amérique du Nord, consomment une grande quantité de saumon quand ces derniers remontent vers les sources pour y pondre. Ce faisant, ces ours dispersent ensuite dans le bassin versant - également via leurs excréments - le phosphore, le potassium, l'iode rapportés de la mer par ces saumons. Dans ce cas, les saumons ont aussi rapporté des polluants peu dégradables (certains pesticides, PCB, dioxine, métaux lourds lessivés sur les sols pollués et emportés en mer où ils ont été reconcentrés par le plancton consommé par les saumons). Les effets écosystémiques positifs  distants et indirects sur l’écologie du paysage et les processus de sélection naturelle, aux niveaux inférieurs d’un écosystème sont décrits par l’expression « cascade trophique » (on parle parfois d’« effet domino »).

## Réintroduction
Le nombre et la diversité de super-prédateurs sont en déclin au niveau mondial. Cette situation a mené à d'importants changements écosystémiques, notamment une surabondance d'herbivores et une diminution de la biodiversité. En cas d'échec des autres stratégies de conservation et pour rétablir les écosystèmes perturbés, la réintroduction de super-prédateurs peut être utilisée. La réintroduction est une stratégie visant à rétablir une espèce dans son aire de répartition historique d'où elle avait été extirpée. La réintroduction d'un super-prédateur peut avoir comme objectif, non seulement la restauration de la population du prédateur en question, mais aussi la restauration de l'écosystème et du système socio-écologique dans lequel ce prédateur est intégré. Le succès du rétablissement sera déterminé par les conditions environnementales et par une série complexe d'interactions entre les espèces.

### Cas duloupdans leParc national de Yellowstone

#### Mise en contexte
Un des exemples les mieux documentés de réintroduction d'un super-prédateur est celui du loup dans le Parc national de Yellowstone. Les loups étaient déjà présents sur le territoire lors de la création du Parc national de Yellowstone en 1872. Cependant, le dernier loup du parc fut abattu en 1926, à la suite d'un mandat officiel du gouvernement américain. En 1973, la Loi sur les espèces en voie de disparition (SEC) fut instaurée. Le loup fut ajouté à la liste des espèces en péril en 1974. Le National Park Service demanda la restauration des populations animales décrétées menacées ou en danger. Entre 1995 et 1996, après deux décennies de débats et de consultations publiques, trente-et-un loups provenant du Canada ont été réintroduits dans le Parc National de Yellowstone et trente-cinq furent réintroduits dans le centre de l'Idaho.
Des sept meutes qui furent réintroduites dans le parc, quatre se sont reproduites dans les enclos et ont produit des jeunes après leur libération. La production de petits après la réintroduction était élevée et l'hétérozygotie globale de la population réintroduite était comparable à celle d'une population de loups sauvages. En 1999 et 2005, des maladies vinrent réduire la population, notamment en affectant la survie des jeunes. Après l'établissement, à l'intérieur du Parc national de Yellowstone, le taux de survie des loups était de 80 % (n=203) et de 68 % (n=198) pour ceux à l'extérieur du parc. La population dans le parc atteignit son maximum en 2003, avec 174 loups.

#### Effets sur l'écosystème
Les wapitis étaient devenus très abondants dans le parc à la suite de l’éradication des loups. Leur broutage intensif fut à l'origine d'une diminution importante des populations de saules. Dans certaines région, ceux-ci furent complètement supprimés. À la suite de la réintroduction des loups, une chute drastique des populations de wapitis fut observée. Leur nombre passa de plus de 15 000 individus au début des années 1990, à 6100 individus en 2010. La population de saules a également connu une recrudescence durant cette période, leur taille moyenne passant de un à trois mètres et la surface moyenne de leur anneau de croissance doubla.
Entre 1995 et 1999, il y a eu une augmentation de 279 % dans le couvert végétal et une augmentation des populations d'oiseaux et de castors. Cette dernière population a notamment augmenté d'un facteur de dix à la suite de la réintroduction du loup. Cette augmentation est due, du moins, en partie, à la recrudescence des saules, les castors s'en nourrissant presque exclusivement. Les populations de coyotes ont subi une diminution de 50 % à la suite de la réintroduction du loup. Les meutes qui comptaient auparavant cinq à huit individus sont aujourd'hui beaucoup plus petites, comptant environ 3,8 individus. 
L'augmentation des plantes ligneuses observée durant les 15 premières années suivant la réintroduction du loup indique que la cascade trophique impliquant les loups, les wapitis et les plantes a été rétablie.

#### Effets sociaux-économiques
Une activité économique importante a été générée par l'observation des loups dans le Parc national de Yellowstone. Le bénéfice économique en découlant a été estimé à 32 millions de dollars américains par année. Le retour du loup a aussi créé une crainte chez les éleveurs de bétail. Avant le retour des loups dans la région, les éleveurs estimaient perdre environ 250 bovins et 390 moutons par année à la suite de la prédation par les autres prédateurs. De 1995 à 2006, les loups de la région ont tué 415 bovins et 610 moutons. Cela représente une augmentation annuelle de la mortalité de 35 bovins et de 51 moutons.